# Хуана Дијаз (Порторико)
Хуана Дијаз (шп. Juana Díaz) је општина у америчкој острвској територији Порторико, острвској држави Кариба.

## Демографија
По попису из 2010. године број становника је 50.747, што је 216 (0,4%) становника више него 2000. године.
| Група             | 2000.          | 2010.          |
| Белци             | 195 (0,4%)     | 222 (0,4%)     |
| Афроамериканци    | 4.223 (8,4%)   | 7.258 (14,3%)  |
| Азијати           | 48 (0,1%)      | 44 (0,1%)      |
| Хиспаноамериканци | 50.266 (99,5%) | 50.437 (99,4%) |
| Укупно            | 50.531         | 50.747         |